# Asplundia labela
Asplundia labela là một loài thực vật có hoa trong họ Cyclanthaceae. Loài này được (R.E.Schult.) Harling miêu tả khoa học đầu tiên năm 1954.